# South Downs

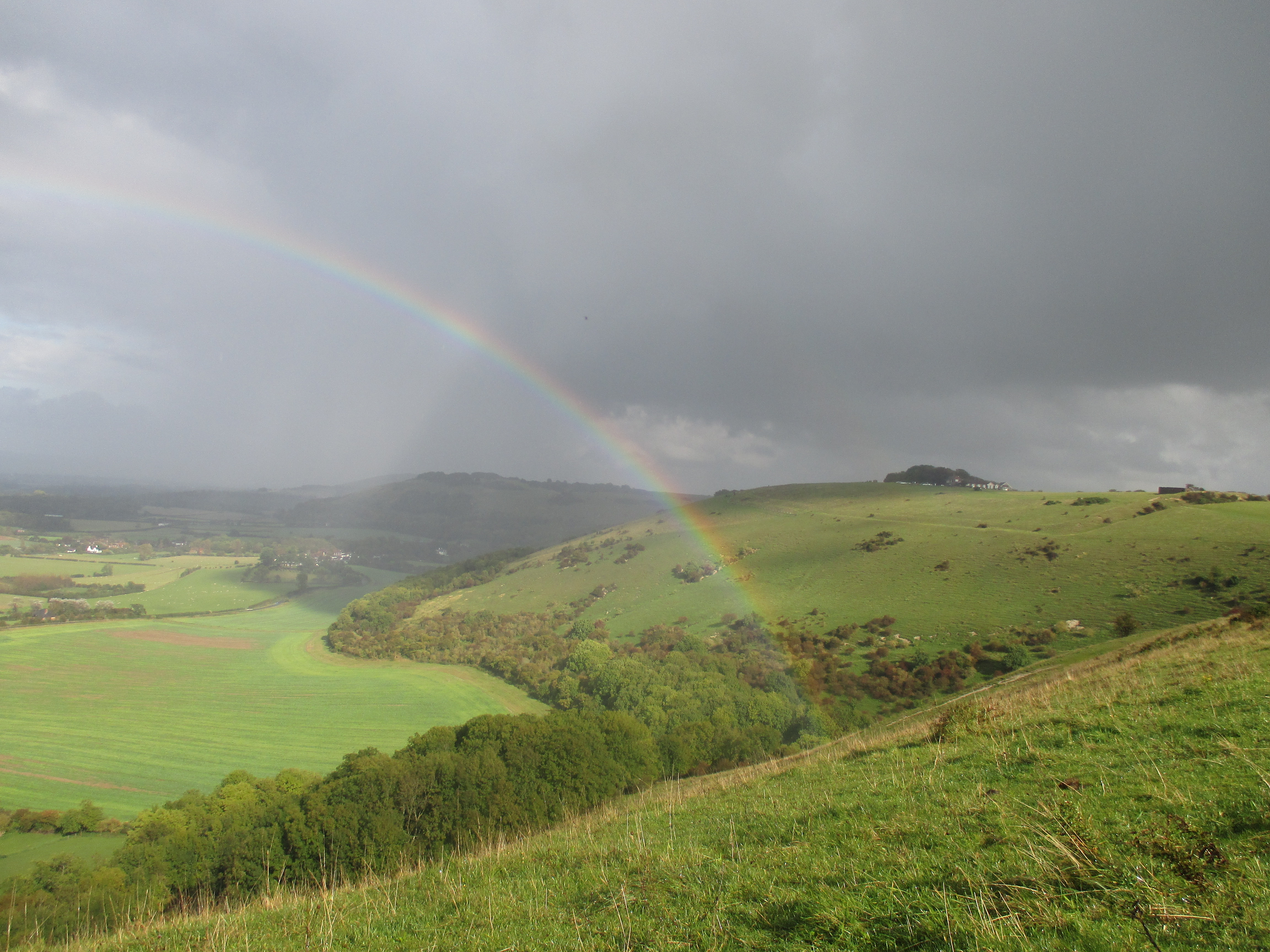
South Downs norr om Brighton

South Downs är ett band av kritakullar i södra England. Den löper i väst-östlig riktning och har bildats genom erodering av sluttande kritalager, som ger skarpa sluttningar mot norr. I öster är kritan exponerad  vid Seven Sisters-klipporna. Högsta punkten är 270 meter över havet.